# Ranunculus changpingensis
Ranunculus changpingensis är en ranunkelväxtart som beskrevs av Wen Tsai Wang. Ranunculus changpingensis ingår i släktet ranunkler, och familjen ranunkelväxter. Inga underarter finns listade i Catalogue of Life.